# Barra Airport
Luchthaven Barra (Engels: Barra Airport, Schots-Gaelisch: Port-adhair Bharraigh) (IATA: BRR, ICAO: EGPR) is het vliegveld van het Schotse eiland Barra.
Barra Airport heeft drie banen. Deze zijn alle drie van zand en zijn gelegen op het strand.
Het vliegveld is alleen bij laagwater bruikbaar. Bij vloed worden de landingsbanen overspoeld door de zee.
Het vliegveld is alleen bedoeld voor kleinere vliegtuigen zoals een Twin Otter. Loganair verzorgt de enige verbinding met regelmatige vluchten vanuit Glasgow International Airport.

## Externe links

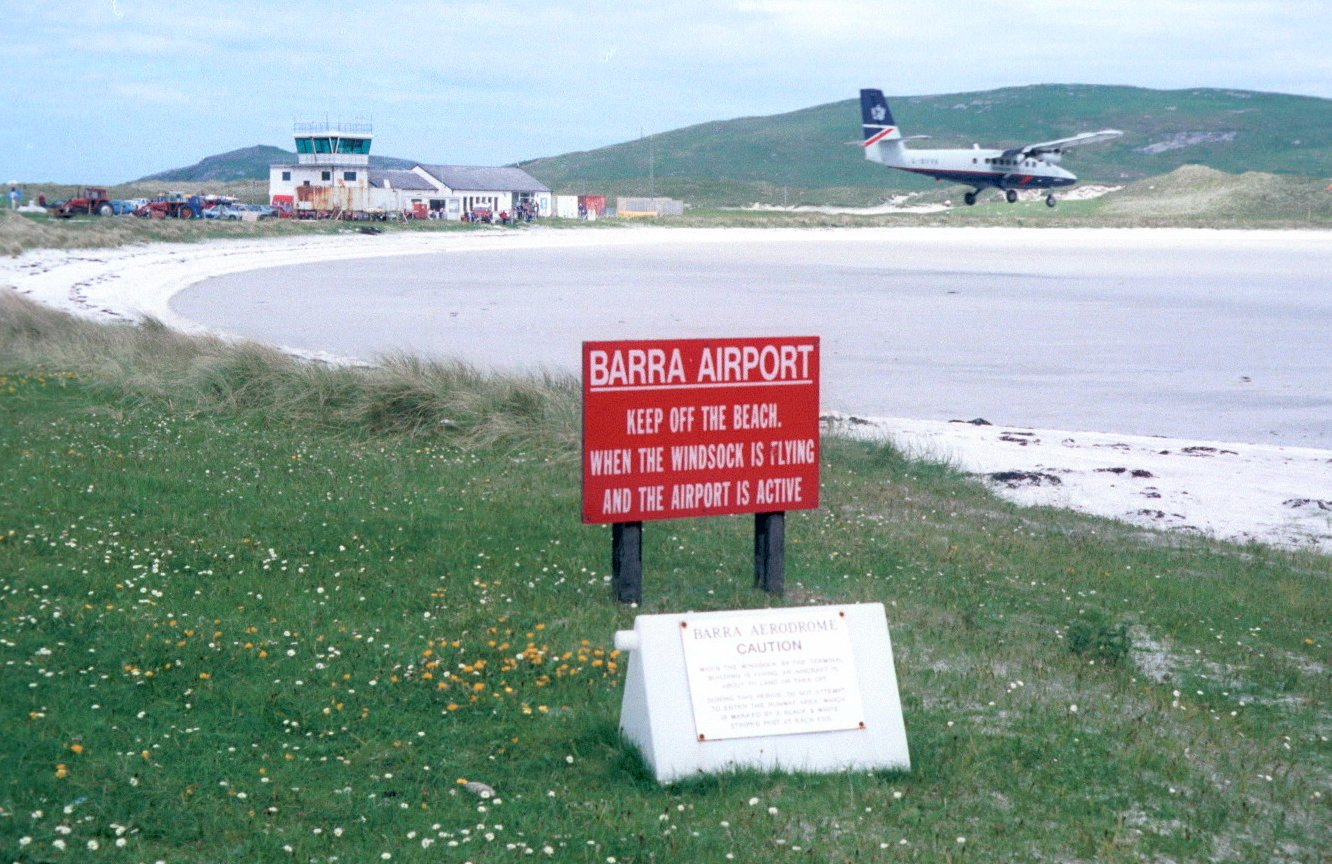
Barra Airport
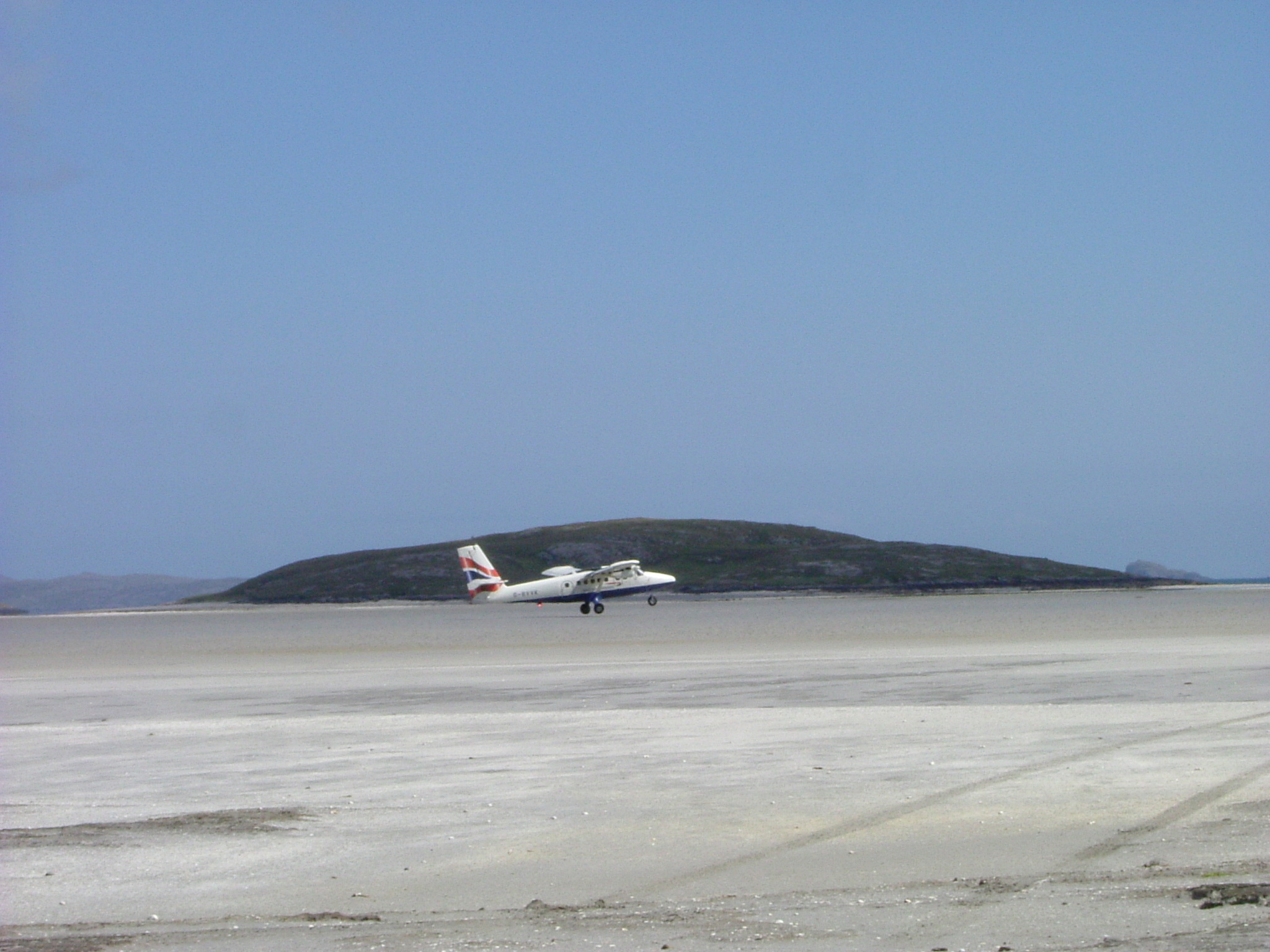
Twin Otter stijgt op van Barra Airport